# Neoramia finschi
Neoramia finschi là một loài nhện trong họ Agelenidae.
Loài này thuộc chi Neoramia. Neoramia finschi được Ludwig Carl Christian Koch miêu tả năm 1872.